# Edward Ravasi
Edward Ravasi (Besnate, 5 giugno 1994) è un ciclista su strada italiano che corre per il team austriaco Hrinkow Advarics; è professionista dal 2017.

## Palmarès
- 2012 (Juniores)[1]

Sagra Madonnina del Brinzio
- 2014 (Team Colpack Under-23, due vittorie)

3ª tappa Giro delle Valli Cuneesi (Cervere > Sant'Anna di Roccabruna)
Giro del Canavese
- 2015 (Team Colpack Under-23, quattro vittorie)[2]

Memorial Gerry Gasparotto Under-23
Giro della Provincia di Biella
- 2016 (Team Colpack Under-23, quattro vittorie)[3]

Giro della Provincia di Biella
1ª tappa Vuelta al Bidasoa (Irun > IrriSarri Land)
5ª tappa Giro della Valle d'Aosta (Valtournenche > Breuil-Cervinia)
Trofeo S.C. Corsanico

### Altri successi
- 2015 (Team Colpack Under-23)

Classifica giovani Tour of Croatia (con la Nazionale italiana)
- 2023 (Team Hrinkow Advarics)

Österreichische Meisterschaften Berg

## Piazzamenti

### Grandi Giri
- Giro d'Italia

2017: 80º
2021: 46º
- Vuelta a España

2018: 39º

### Classiche monumento
- Liegi-Bastogne-Liegi

2020: 69º
- Giro di Lombardia

2017: 52º
2018: ritirato
2020: 60º
2021: 81º

### Competizioni continentali
- Campionati europei

Plumelec 2016 - In linea Under-23: 63°